# Laurent Viaud
Laurent Viaud (Nantes, 8 ottobre 1969) è un ex calciatore e allenatore di calcio francese, di ruolo centrocampista.

## Caratteristiche tecniche
Era un mediano.

## Carriera
Durante la sua carriera veste le casacche di Angers, Monaco, Rennes, Extremadura, Laval, Albacete e Saumur.
Nel 2005 la rottura dei legamenti crociati, all'epoca in forza all'Olympique Saumur, lo costringe a ritirarsi definitivamente dall'attività agonistica. Tra il 2005 e il 2009 diviene l'osservatore del Liverpool. Nel periodo 2010-2011 è l'osservato del Villarreal.

## Palmarès

### Club

#### Competizioni nazionali
- Campionato francese: 1

Monaco: 1996-1997